# Archidiocèse orthodoxe roumain d'Amérique et du Canada
L'archidiocèse orthodoxe roumain d'Amérique et du Canada (roumain : Mitropolia Ortodoxă Română a celor două Americi, anglais : The Romanian Orthodox Metropolia of the Americas) est une juridiction de l'Église orthodoxe roumaine dont le siège est à Chicago aux États-Unis.
L'archidiocèse est actuellement dirigé par Nicolae Condrea. Il est membre du Saint Synode de l'Église orthodoxe roumaine.
L'archidiocèse est membre de la Conférence permanente des évêques orthodoxes canoniques des Amériques.